# Kamp-Bornhofen
Kamp-Bornhofen est une municipalité du Verbandsgemeinde Braubach, dans l'arrondissement de Rhin-Lahn, en Rhénanie-Palatinat, dans l'ouest de l'Allemagne.

## Liens externes

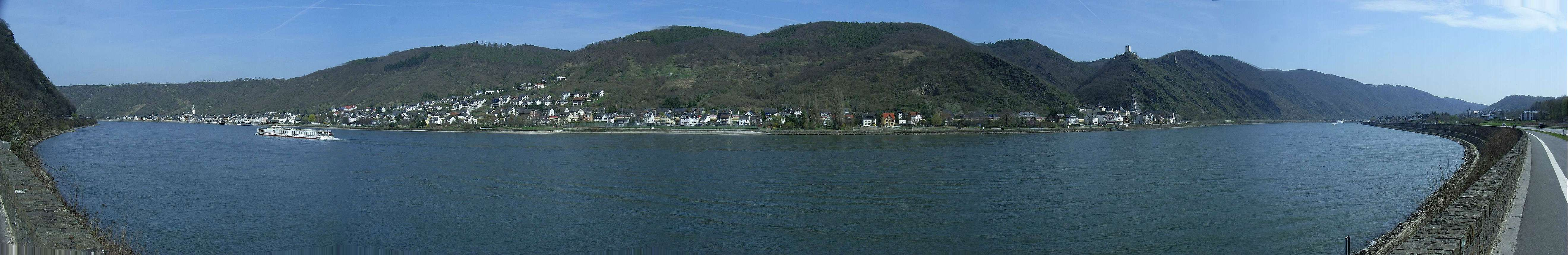
Panorama de Kamp-Bornhofen